# Sudetendeutscher Rat
Der Sudetendeutsche Rat (SR) ist eine überparteiliche Vereinigung von Sudetendeutschen. Er verfolgt insbesondere das Ziel, die deutsch-tschechische Verständigung zu fördern und sudetendeutschen Politikern unterschiedlicher Parteien ein gemeinsames Gesprächsforum zu bieten, um sie über die Anliegen der Sudetendeutschen zu informieren und um die heimatpolitischen Bestrebungen der Sudetendeutschen mit den Auffassungen der im Bundestag vertretenen politischen Parteien zu koordinieren.
Der SR besteht aus 30 Mitgliedern, die eine Hälfte wählt die Bundesversammlung der Sudetendeutschen Landsmannschaft, die andere Hälfte benennen die im Bundestag vertretenen Parteien. Der SR veröffentlicht Dokumentationen und Erklärungen, die auch in politischen Kreisen der Vereinigten Staaten, Kanada, Großbritannien und in Skandinavien verbreitet werden. Sitz ist München, seine Geschäftsstelle befindet sich im Sudetendeutschen Haus.

## Repräsentanten
Derzeit gehören der Vollversammlung neben dem Sprecher der Sudetendeutschen Volksgruppe Bernd Posselt, MdEP a. D., und neun weiteren, von der Bundesversammlung der Sudetendeutschen Landsmannschaft benannten Vertreter, auch die Bundestagsabgeordneten Knut Abraham, Stephan Mayer, Florian Oßner (alle CDU/CSU), Rita Hagl-Kehl, Simona Koß, Sebastian Roloff, Jörg Nürnberger (alle SPD), Ulrich Lechte (FDP), Leon Eckert und Erhard Grundl (beide Bündnis 90/Die Grünen) an.
Generalsekretärin ist seit 1. Februar 2014 Christa Naaß (SPD) als Nachfolgerin von Albrecht Schläger (ebenfalls SPD), der das Amt seit Mai 2006 ausgeübt hatte. Sein Vorgänger war der CSU-Politiker Matthias Sehling. Dem Präsidium des Rates gehören derzeit Stephan Mayer, MdB, Steffen Hörtler, Bernd Posselt, MdEP a. D. und Albrecht Schläger, MdL a. D. an.

## Aktivitäten
Der Verein führt Gespräche mit Politikern, lädt zu Diskussionsveranstaltungen ein, organisiert Ausstellungen, erstellt Dokumentationen und publiziert Bücher und andere Veröffentlichungen über die Belange der Sudetendeutschen, auch in englischer und französischer Sprache.

### Marienbader Gespräche
Die Vereinigung führt eine jährliche Frühjahrstagung mit deutschen und tschechischen Vertretern des öffentlichen Lebens, insbesondere Wissenschaftlern, Journalisten, Abgeordneten und Regierungsvertretern durch.

### Die Ausstellung „Die Sudetendeutschen – eine Volksgruppe in Europa“
Am 9. Mai 2007 eröffnete Alois Glück, der Präsident des Bayerischen Landtags im Landtag eine neue Ausstellung des SR mit dem Titel „Die Sudetendeutschen – eine Volksgruppe in Europa“ (Autor Konrad Badenheuer). Die Arbeit wurde unterdessen in mehreren bayerischen Städten gezeigt und wird derzeit neu gestaltet.

### Publikationstätigkeit
Zu den weiteren Aktivitäten gehört neben der politischen Arbeit insbesondere die Dokumentations- und Publikationstätigkeit. Das sogenannte Sudetendeutsche Weißbuch (Dokumente zur Austreibung der Sudetendeutschen), wurde 1950 vom Sudetendeutschen Rat bzw. seiner Vorläuferorganisation veröffentlicht.

### Besuch von Bundespräsident Roman Herzog 1997
Im Oktober 1997 hielt der damalige Bundespräsident Roman Herzog die Festrede bei der 50-Jahr-Feier des Vereins im Sudetendeutschen Haus in München. Er würdigte dessen Verständigungsarbeit und mahnte Sudetendeutsche und Tschechen zu weiteren Anstrengungen zur Versöhnung.

## Geschichte, frühere Repräsentanten
Langjähriger Generalsekretär war von 1950 bis 1980 der CSU-Politiker Walter Becher (1912–2005). Von 1982 bis 1987 war Jörg Kudlich (1936–2009), von 1987 bis 1992 Oskar Böse (1924–2016) Generalsekretär des Sudetendeutschen Rates. Böse gehörte dem Gremium seit 1955 an, Kudlich seit 1963. Weitere Generalsekretäre waren Heinz Kraus und Matthias Sehling.
Weitere (Präsidiums-)Mitglieder des Rates waren: Walter Brand (ab 1950), Wolfgang Egerter (CDU, ab 1983), Emil Franzel (SPD, ab 1947), Volkmar Gabert (SPD, ab 1950), Hermann Götz (CDU, Präsidiumsmitglied ab 1950), Gustav Hacker (BHE, 1950–1972), Wenzel Jaksch (SPD, Präsidiumsmitglied ab 1949), Hans „Johnny“ Klein (ab 1977), Egon A. Klepsch (CSU, 1972–1976), Rudolf Lodgman von Auen (parteilos, 1947–1959), Franz Neubauer (CSU, ab 1982), Ernst Paul (SPD, ab 1955), Richard Reitzner (SPD, Präsidiumsmitglied ab 1947), Erich Riedl (CSU, ab 1977), Kurt Rossmanith (CSU, ab 1983), Hans Rückel (parteilos, 1949–1955), Hans Schütz (CSU, Präsidiumsmitglied 1947–1973), Hans-Christoph Seebohm (Präsidiumsmitglied ab 1950), Walter Stain (BHE, ab 1952), Josef Stingl (CDU, ab 1959), Johannes Strosche (CSU, 1950–1972), Fritz Wittmann (CSU, ab 1969), Siegfried Zoglmann (FDP, ab 1970 CSU, ab 1959), Walter Staffa.

## Publikationen
- Die Sudetendeutschen – eine Volksgruppe in Europa; Katalog zur gleichnamigen Ausstellung, München 2007, ISBN 978-3-00-021603-9; 3., verbesserte Auflage 2010.
- Das Sudetendeutschtum in Zahlen (Autor Alfred Bohmann), München 1959
- Dokumente zur Austreibung der Sudetendeutschen, (bearbeitet von Wilhelm Turnwald), München 1951, ISBN 3-7612-0199-0. Das Buch ist auch bekannt als Sudetendeutsches Weißbuch. – Auszüge in tschechischer Übersetzung:
- Slyšme i druhou stranu. Dokumenty k vyhnání Němců z Českých zemí. Výběr a překlad z německého originálu: Dokumente zur Austreibung der Sudetendeutschen [Hören wir auch die andere Seite. Dokumente zur Vertreibung der Deutschen aus den böhmischen Ländern. Auswahl und Übersetzung aus dem deutschen Original: Dokumente...], Hrsg. von Sidonia Dědinová/Infocentrum Šumava, Budweis 1990/91, ISBN 80-900076-1-9.